# Wenzel Müller
Wenzel Müller (født 26. september 1767, død 3. august 1835) var en østrigsk komponist og dirigent. Han anses som den mest produktive operakomponist nogensinde, idet han komponerede hele 166 operaer.

## Liv og karriere
Müller blev født i Markt Türnau i Mähren (vore dages Městečko Trnávka i Tjekkiet). Han læste hos Carl Ditters von Dittersdorf og optrådte som teatermusiker i sin ungdom. I 1786  blev han kapelmester ved teatret i Leopoldstadt, Wien. Fra 1807 til 1813 arbejdede han ved Det Tyske Teater i Prag, hvorefter han vendte tilbage til Leopoldstadt og arbejdede der indtil 1830. Under hans ledelse blev teatret et af de vigtigste i Wien. Han døde i Baden bei Wien.
Han var en populær og produktiv komponist, og han komponerede over 250 værker. Selvom han skrev adskillige operaer, som primært var syngespil, og han har rekord for flest komponerede operaer nogensinde, kendes han i dag bedst for sine lieder. Musikken i disse lieder var ofte vittig, og mange af de sange, han skrev i samarbejde med Ferdinand Raimund er stadig en del af Wiener-repertoiret.
Hans opera Die Schwestern von Prag inspirerede Ludwig van Beethoven til Kakadue-variationerne (Opus 121a). Han tillægges i dag den messe, som fejlagtigt er blevet kaldt Mozarts Tolvte Messe, K. Anh. 232.
Müller var gift to gange, og han anden hustru var Magdalena Valley Reining. Han havde fem børn, Therese (1791–1876), Caroline (1814–1868), Ottilia (1816–1817), Carl (f. 1815) og Joseph (f. 1816), hvoraf flere blev kendte operasangere.

## Udvalgte værker
Müller skrve bl.a. følgende værker:
- Harlekin auf dem Parade Beth oder Nach dem Schlimmen folgt das Gute, pantomime (1784)
- Das Sonnenfest der Braminen, syngespil i 2 akter (1790)
- Kaspar der Fagottist oder Die Zauberzither, syngespil i 3 akter (1791)
- Das neue Sonntagskind, syngespil i 2 akter (1793)
- Die Schwestern von Prag, syngespil i 2 akter (1794)
- Das lustige Beylager, syngespil i 2 akter (1797)
- Die Teufels Mühle am Wienerberg, skuespil med sang i 4 akter (1799)
- Die Belagerung von Ypsilon oder Evakathel und Schnudi, opera i 2 akter (1804)
- Javima, opera i 3 akter (1807)
- Samson, opera i 3 akter (1808)
- Simon Plattkopf, der Unsichtbare, syngespil i 1 akt (1809)
- Die Wunderlampe, opera i 4 akter (1810)
- Der Fiaker al Marquis, opera i 3 akter (1816)
- Aline oder Wien in einem andern Welttheil, opera i 3 akter (1822)
- Der Barometermacher auf der Zauberinsel, skuespil med sang i 2 akter (1823)
- Der schwarze See oder Der Blasebalgmacher und der Geist, skuespil med sang i 2 akter (1825)
- Herr Josef und Frau Baberl, skuespil med sang i 3 akter (1826)
- Die gefesselte Phantasie, skuespil med sang i 2 akter (1828)
- Der Alpenkönig und der Menschenfeind, skuespil med sang i 2 akter (1828)